# Cheshmeh Solţān
Cheshmeh Solţān (persiska: چشمه سلطان, چِشمِه سُلطار) är en ort i Iran.   Den ligger i provinsen Lorestan, i den centrala delen av landet, 300 km sydväst om huvudstaden Teheran. Cheshmeh Solţān ligger 1 853 meter över havet och antalet invånare är 260.
Terrängen runt Cheshmeh Solţān är varierad.Runt Cheshmeh Solţān är det ganska glesbefolkat, med 29 invånare per kvadratkilometer. Närmaste större samhälle är Aznā, 6,5 km norr om Cheshmeh Solţān. Trakten runt Cheshmeh Solţān består till största delen av jordbruksmark.